# Piotr Płomiński
Piotr Płomiński, född 10 april 2001 i Warszawa, är en polsk roddare.

## Karriär
År 2021 tog Płomiński silver i singelsculler vid U23-VM 2021 i Račice och brons i singelsculler vid U23-EM 2021 i Kruszwica. Vid U23-EM 2022 i Heindonk tog han guld i singelsculler. Vid U23-VM 2023 i Plovdiv tog han guld i singelsculler.
Vid EM 2025 i Plovdiv tog Płomiński brons i scullerfyra tillsammans med Dominik Czaja, Jakub Woźniak och Konrad Domański.